# Орден Знамени (ВНР)
О́рден Зна́мени Венге́рской Наро́дной Респу́блики (венг. Magyar Népköztársaság Zászlórendje) — высшая награда Венгерской Народной Республики.
Орденом награждались венгерские и иностранные граждане за заслуги в борьбе за мир или заслуги в государственном строительстве, в развитии дружественных отношений и сотрудничества между Венгерской Народной Республикой и другими государствами, а также создании атмосферы взаимного доверия в целях укрепления мира между странами и межгосударственной безопасности.
При учреждении в 1956 году имел 5 степеней (после 1963 года — 3 степени).
Носится на правой стороне груди.

## Степени
- I степень — Знак ордена с бриллиантами[источник не указан 5454 дня]
- II степень — Знак ордена с рубинами[источник не указан 5454 дня]
- III степень — Знак ордена с лавровым венком[источник не указан 5454 дня]